# 埃馬斯泰鄉

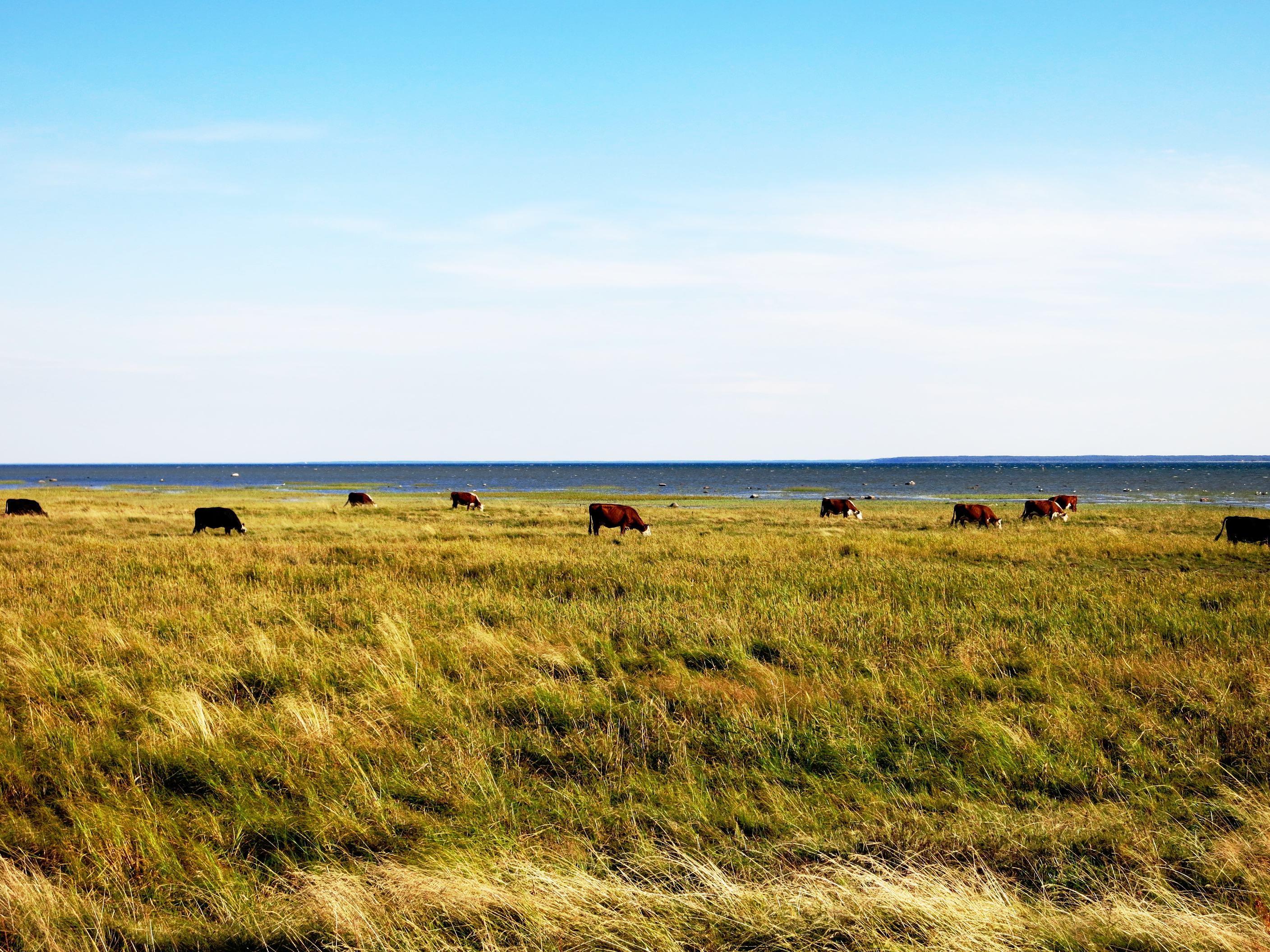
瑟鲁村风光

埃馬斯泰鄉，曾是愛沙尼亞希尤縣的一個鄉村型市镇，位於該國西北部，行政中心設於埃馬斯泰，面積197平方公里，2006年人口1,266，人口密度每平方公里6.4人。
2017年爱沙尼亚行政改革后，埃馬斯泰市镇与其他市镇一起合并为新的希乌马市镇。
58°42′12″N 22°37′00″E / 58.70333°N 22.61667°E